# Hemitelia durvillei
Hemitelia durvillei là một loài dương xỉ trong họ Cyatheaceae. Loài này được Mett. ex Kuhn mô tả khoa học đầu tiên năm 1969.
Danh pháp khoa học của loài này chưa được làm sáng tỏ. 